# Ivan Droppa
Ivan Droppa (* 1. Februar 1972 in Liptovský Mikuláš, Tschechoslowakei) ist ein ehemaliger slowakischer Eishockeyspieler, der in Deutschland unter anderem bei der Düsseldorfer EG, den Kassel Huskies und den Nürnberg Ice Tigers aktiv war. Darüber hinaus spielte er für verschiedene slowakische Clubs in der slowakischen Extraliga. Seit 2018 ist er Assistenztrainer beim HC 05 Banská Bystrica.

## Karriere
Ivan Droppa begann seine Karriere als Eishockeyspieler in der Nachwuchsabteilung des TJ VSŽ Košice, für dessen Profimannschaft er von 1990 bis 1992 in der 1. Liga, der höchsten tschechoslowakischen Spielklasse, aktiv war. Anschließend stand er viereinhalb Jahre lang im Franchise der Chicago Blackhawks unter Vertrag, die ihn bereits im NHL Entry Draft 1990 in der zweiten Runde als insgesamt 37. Spieler ausgewählt hatten. Für die Blackhawks selbst stand er jedoch nur insgesamt 19 Mal in der National Hockey League auf dem Eis. Die gesamte restliche Zeit verbrachte er bei deren Farmteam, den Indianapolis Ice, in der International Hockey League. Am 18. Dezember 1996 wurde er schließlich von Chicago zu den Florida Panthers transferiert. Für deren Farmteam aus der American Hockey League, die Carolina Monarchs, erzielte er in 47 Spielen 26 Scorerpunkte, davon vier Tore. 
Zur Saison 1997/98 kehrte Droppa zum TJ VSŽ Košice aus der slowakischen Extraliga zurück. Nach einem Jahr verließ er die Slowaken und spielte insgesamt fünf Jahre lang in der Deutschen Eishockey Liga für die Nürnberg Ice Tigers, Kassel Huskies und Düsseldorfer EG. In 247 DEL-Einsätzen erzielte er dabei 28 Tore und gab 69 Vorlagen. Die Saison 2003/04 verbrachte der ehemalige slowakische Nationalspieler beim HC Slavia Prag und dem HC Litvínov in der tschechischen Extraliga. In der folgenden Spielzeit war er für den HK Liptovský Mikuláš in seiner slowakischen Heimatstadt aktiv, ehe er kurz vor Saisonende innerhalb der Extraliga zum MsHK Žilina wechselte. Mit diesem gelang ihm in der Saison 2005/06 der Gewinn der slowakischen Meisterschaft. 
Im Anschluss an den Meistertitel mit Žilina wechselte Droppa zum HC Košice, bei dem er seine Karriere begonnen hatte. Die Saison 2008/09 begann er erneut beim MsHK Žilina und beendete sie bei den SERC Wild Wings in der 2. Bundesliga. Zuletzt spielte der ehemalige NHL-Spieler in der Saison 2009/10 für die Ours de Villard-de-Lans in der französischen Ligue Magnus, sowie den MHK Dolný Kubín in der zweitklassigen slowakischen 1. Liga.            

### International
Für die Tschechoslowakei nahm Droppa an der Junioren-Europameisterschaft 1990, sowie den Junioren-Weltmeisterschaften 1991 und 1992 teil. Für die Slowakei lief er bei den Weltmeisterschaften 1997, 1999, 2000 und 2001, sowie beim World Cup of Hockey 1996 auf.

## Erfolge und Auszeichnungen
- 2006 Slowakischer Meister mit dem MsHK Žilina
- 2019 Slowakischer Meister mit dem HC 05 Banská Bystrica (als Assistenztrainer)

## Statistik
(Stand: Ende der Saison 2010/11)